# Akop Akopian
Akop Akopian (orm. Հակոբ Հակոբյան, ros. Акоп Акопян, ur. 29 maja 1866 w Jelizawietpolu, zm. 13 listopada 1937 w Tbilisi) – ormiański poeta i działacz komunistyczny.

## Życiorys
Urodził się w rodzinie robotnika-chałupnika. W latach 90. XIX w. zaczął publikować wiersze, w 1899 wydał pierwszy zbiór wierszy. W 1902 związał się z ruchem rewolucyjnym na Zakaukaziu, w 1904 wstąpił do SDPRR. Tworzył rewolucyjne wiersze, m.in. Koczegar (1904), Riewolucija (1905), Umerli, no nie propali (1906), poematy Nowoje utra (1909), Krasnyje Wołny (1911), pieśni bojowe Na zarie (1910), Gorod (1911), Strach (1913) i inne. W swojej twórczości wyrażał wiarę w nadchodzące zwycięstwo rewolucji i sławił solidarność pracowniczą. Po radzieckim podboju Gruzji był komisarzem banków w Gruzji, został też członkiem Centralnego Komitetu Wykonawczego (CIK) ZFSRR. W tych czasach głównymi motywami jego poezji stało się bohaterstwo budownictwa socjalistycznego i przyjaźń wyzwolonych narodów. Pisał hymny na cześć rewolucji i ustroju radzieckiego. W 1923 otrzymał honorowy tytuł Ludowego Poety Armenii i Gruzji.